# الواسطة (ذمار)
الواسطه هي إحدى قرى الجمهورية اليمنية. تتبع جغرافيا لمحافظة ذمار وإداريًا لمديرية عنس. يبلغ تعداد سكانها 1337 نسمة حسب الإحصاء الذي أجري عام 2004.